# Украинцы в Боснии и Герцеговине
Украинцы в Боснии и Герцеговине (укр. Українці в Боснії і Герцеговині, серб. Украјинци у Босни и Херцеговини, босн. и хорв. Ukrajinci u Bosni i Hercegovini) — одна из этнических общин на территории Боснии и Герцеговины, которая сформировалась в исторический период Австро-Венгерской империи. Численность украинской диаспоры составляет около 4 000 человек. 

## История
Первые украинцы в Боснии и Герцеговине появились после Берлинского конгресса в 1878 году, с тех пор как БиГ стала частью Австро-Венгерской империи, к которой уже принадлежали Галичина и Буковина. До сих пор эта территория была малозаселенной с малоплодородными почвами. Австрийское правительство развернуло широкую деятельность, чтобы как можно быстрее заселить пустынные пространства. На территорию нынешней Боснии и Герцеговины стали прибывать выходцы из Восточной Галиции, Северной Буковины и Закарпатья. Преимущественно приезжали сюда малоземельные крестьяне, потому что здесь было много государственной земли. Австрийское правительство пообещало, что каждый, кто приедет в Боснию и останется там, получит 24 морга земли.
Осевшие в БиГ украинцы в основном занимались сельским хозяйством. По сравнению с местным населением владели более передовыми методами обработки земли: ввели железный плуг, продемонстрировали преимущества глубокой пахоты. Принесли с собой ранее неизвестные в Боснии культуры - рожь, гречиху, картофель, хмель, а еще - опыт садоводства, огородничества, пчеловодства, строительства и отделки домов.
Первая украинская читальня в Боснии и Герцеговины под названием Руська читальня общества "Просвита" была основана в городе Прнявор в 1909 году.

## Численность и расселение
Украинцы в Боснии и Герцеговине в переписях населения регистрировались как украинцы, русины и греко-католики.
Переписи населения в Боснии и Герцеговине во время австро-венгерского правления:
- В 1895 году .............................. 163 грекокатолика;
- В 1910 году ..............................8136 грекокатоликов.

Переписи населения в Боснии и Герцеговине во время Королевства Сербов-хорватов-словенцев (Югославии):
- В 1921 году .............................. 9308 грекокатоликов;
- В 1931 году .............................. 8915 грекокатоликов;

Переписи населения в Боснии и Герцеговине во время социалистической Югославии:
- В 1948 году ...............................7883 русина;
- В 1953 году ...............................7473 русина;
- В 1961 году ...............................6136 русинов;
- В 1971 году ...............................5333 украинца и 141 русинов;
- В 1981 году ...............................4502 украинца и 111 русинов;
- В 1991 году ...............................3929 украинца и 133 русина.

В Югославии русины и украинцы стали учитываться отдельно только лишь начиная с переписи 1971 года, однако большинство украинцев (русинов) Боснии выбрали украинскую самоидентификацию.
Подавляющее большинство украинцев БиГ проживает в Республике Сербской. Компактно проживают в селах Насеобина Лишня, Мравица, Хорвачаны, Дубровка, Девятине, городах Прняворе, Баня Луке и Дервент. Несколько украинских семей проживает в Сараево — столице страны. Впервые украинцы прибыли в город Прнявор. Кроме тяжелого переезда и поселения на этой земле, украинцы БиГ пережили три войны — Первую мировую, Вторую мировую и гражданскую войну 1990-х годов, понесли немалые жертвы и другие бедствия. Значительная часть выехала из страны.

## Общественные организации
В Боснии и Герцеговине официально зарегистрированы и действуют следующие организации диаспоры:
- Украинская Ассоциация творческой интеллигенции «Мир культуры».
- Культурно-просветительное сообщество украинцев «Червона Калина»[7]
- Культурно-просветительное сообщество украинцев «Тарас Шевченко»